# Elektron (legering)
Elektron är det registrerade varumärket för ett brett utbud av magnesiumlegeringar tillverkade av ett brittiskt företag Magnesium Elektron Limited.
Det finns cirka 100 legeringar i Elektronsortimentet, innehållande från 0 procent till 9,5 procent av några av följande element i varierande proportioner: aluminium (< 9,5 procent), yttrium (5,25 procent), neodym (2,7 procent), silver (2,5 procent), gadolinium (1,3 procent), zink (0,9 procent), zirkonium (0,6 procent), mangan (0,5 procent) och andra sällsynta jordartsmetaller.
Varierande mängder legeringselement som läggs till magnesiumet resulterar i förändringar av mekaniska egenskaper såsom ökad draghållfasthet, krypmotstånd, termisk stabilitet eller korrosionsbeständighet. Elektron är ovanligt lätt och har en specifik vikt på cirka 1,8 jämfört med 2,8 för aluminiumlegering, eller 7,9 för stål. Magnesiums relativt låga densitet gör dess legeringsvarianter lämpliga för användning i bilracing och flygteknikapplikationer.

## Historik
Elektron eller Elektronmetall utvecklades först 1908 av Gustav Pistor och Wilhelm Moschel vid Bitterfeld-verken i Chemische Fabrik Griesheim-Elektron (CFGE eller CFG), vars huvudkontor låg i Griesheim am Main, Tyskland. Sammansättningen av den ursprungliga Elektron-legeringen var ungefär Mg 90 procent, Al 9 procent, andra 1 procent. I sin paviljong på International Aviation Fair (Internationale Luftschiffahrt-Ausstellung, ILA) i Frankfurt am Main 1909 ställde CFG ut en Adler 75 hk-motor med ett vevhus i gjuten magnesiumlegering. På flygutställningen i Frankfurt 1909 ställde också August Euler (1868–1957) ut – ägare till tyskt flygcertifikat nr 1 – som tillverkade Voisinbiplan på licens i Griesheim am Main. Hans Voisins med Adler 50 hk motorer flög i oktober 1909.
CFG gick in i det nybildade IG Farben som ett delföretag 1916. Under den allierade ockupationen efter första världskriget var en major Charles J. P. Ball, DSO, MC, från Royal Horse Artillery stationerad i Tyskland. Han gick senare med i F. A. Hughes and Co Ltd., som började tillverka elektron i Storbritannien på licens från IG Farben från omkring 1923.
CFG slogs samman helt med IG Farben-konglomeratet 1925 tillsammans med Versuchsbau Hellmuth Hirth (en tillverkare av kopparlegeringar) för att bilda ett annat företag, Elektronmetall Bad Cannstatt Stuttgart. År 1935 grundade IG Farben, ICI och F. A. Hughes and Co (22 procent aktier) Magnesium Elektron Ltd. i Clifton, Greater Manchester. Företaget tillverkar fortfarande legeringar 2017.

## Användning
Elektron har använts i flygplan, zeppelinare och motorsportapplikationer.
År 1924 användes magnesiumlegeringar (AZ; 2,5–3,0 procent, Al; 3,0–4,0 procent Zn) i bilkolvar gjutna av Elektronmetall Bad Cannstatt, ett annat IG Farben-företag bildat ur Versuchsbau Hellmuth Hirth. Siemens-Halske använde elektronhöljen för sin Hellschreiber militära teleprinter som användes under andra världskriget. Huvudmotorbärarna på Messerschmitt Bf-109 och Junkers Ju-87 var gjorda av smidd elektron.
Brandbomber med elektron utvecklades mot slutet av första världskriget av både Tyskland (B-1E Elektronbrandbombe eller Stabbrandbombe) och Storbritannien. Även om ingen av sidorna använde denna typ av bomb operativt under kriget, nämner Erich Ludendorff i sina memoarer en plan att bomba Paris med en ny typ av brandbomb i syfte att överbelasta stadens brandkår. Denna planerade raid rapporterades också i Le Figaro den 21 december 1918. Elektronens låga vikt innebar att ett stort flygplan som bombplanet av Zeppelin-Staaken R-typ kunde bära hundratals bomber.
De brittiska och tyska brandbomberna, som användes flitigt under andra världskriget, vägde cirka 1 kg och bestod av ett yttre hölje av elektronlegering, som var fyllt med termitpellets och försedd med en säkring. Säkringen antände termiten, som i sin tur antände magnesiumhöljet; Det brann i cirka 15 minuter. Att försöka släcka elden med vatten intensifierade bara reaktionen. Den kunde dock inte släckas och brännas vid så hög temperatur att den kunde tränga igenom pansarplåten.
Karossen på vissa racerbilar använde elektron, inklusive Mercedes-Benz 300 SLR som ökänt kraschade i Le Mans-loppet 1955, vilket belyser dess brandfarlighet.